# ムツオレグサ
ムツオレグサ（六折草、学名:Glyceria acutiflora subsp. japonica）は、イネ科の草の1つ。湿地に生え、細長い小穂をつけ、それぞれが主軸に沿って立つので、全体に細長い草である。

## 特徴
広がって生える多年生の草本。全体に毛がない。稈の基部は地表を這って節毎に根を下ろし、その長さは70cmにも達することがある。稈の先の方は立ち上がり、葉身のある葉を付ける。立ち上がった茎は高さ50cm程度になる。葉の基部の鞘は完全な筒型で、その先端にある葉舌は高さが3～5mmで、幅より高さが勝り、白色膜質でよく目立つ。葉身は長さ10～30cm、幅は3～6mm、扁平で、柔らかくてほぼ滑らか、先端は急に狭まって終わる。
花期は5～6月。花序は茎の先端に出て長さは10～30cmあるが、その基部は葉鞘に包まれる。花序は円錐花序で、小穂が8～15個ほどある。細長い小穂には長い柄があるが、それらすべて外向きに広がることがなく、花序の主軸に張り付くように伸びているので、一見では総状花序に見える。小穂は円柱状で長さ25～50mm、全体に淡緑色をしており、8～15個の小花が左右交互に整列している。小穂の基部にある包頴は小さく、第1包頴は長さ2mm、第2包頴は長さ4-5mmであるが、小花の護頴は7～11mmと遙かに長い。包頴には1本の脈がある。護頴は披針形で7本の脈があり、それらは平行に走り、末端でも互いに癒合しない。先端は尖っており、上部の縁は膜質となっている。内頴は護頴よりわずかに長く、先端は護頴より突き出しており、その先端が小さな2本の歯状突起となっている。また左右にある2本の脈に沿って竜骨になっており、その上には幅の狭い翼がある。雄蕊は3本で、葯は長さが1～1.2m。果実は長さ3～4mmで、花序の方に包頴を残して脱落する。
和名は『六つ折れ草』の意で、小穂が熟すと小花がばらばらに脱落する様子による。
また別名にミノゴメがあり、これはかつて飢饉などの際に食用とされたことによる。ただし「ミノ」の意味は不明である。なお、ミノゴメの名はカズノコグサ Beckmannia syzigachne の別名としても使われるので注意を要するが、牧野原著(2017)によると、カズノコグサの小穂は大きいが、これは包頴が膨らんでいるためで中に収まる種子はとても小さくて食用となり得ず、従って「ミノゴメ」の名は本種のものだ、としている。他にこの書ではタムギと言う別名も拾っており、これも食用になるとの意であるという。

## 分布と生育環境
日本では北海道(希)、本州、四国、九州から琉球列島まで分布し、国外では朝鮮、中国中南部まで知られる。種としての分布は北アメリカまであり、基亜種のタイプ産地はアメリカのニューヨーク州とのこと。
平地の湿地に生えるもので、時に水中にも生える。池の縁などでも見られるが、水田にもよく出現する。水田や溝などにもよく出現する。
その茎は、秋には株元から2～3本の枝を出し、往々に水面に浮かんで冬を過ごし、春になると更に分枝をしながら横に這い、その各節から根と茎を出し、伸びだした茎葉立ち上がって50cm程度になって花序を出す。

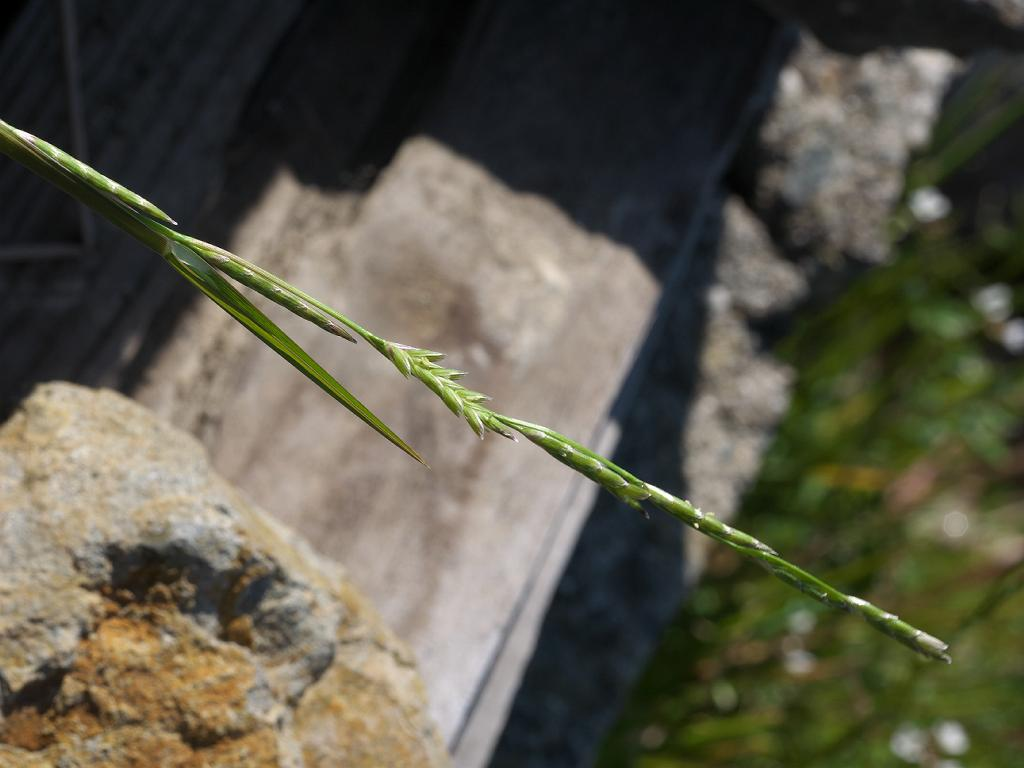
穂の様子
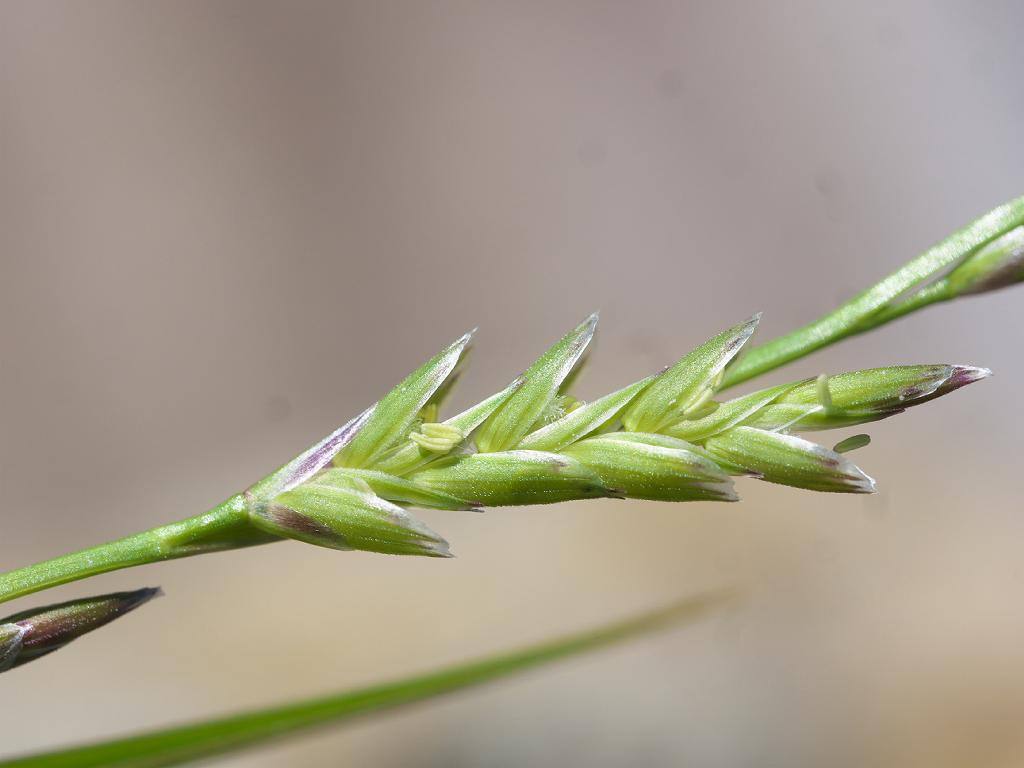
開花中の小穂
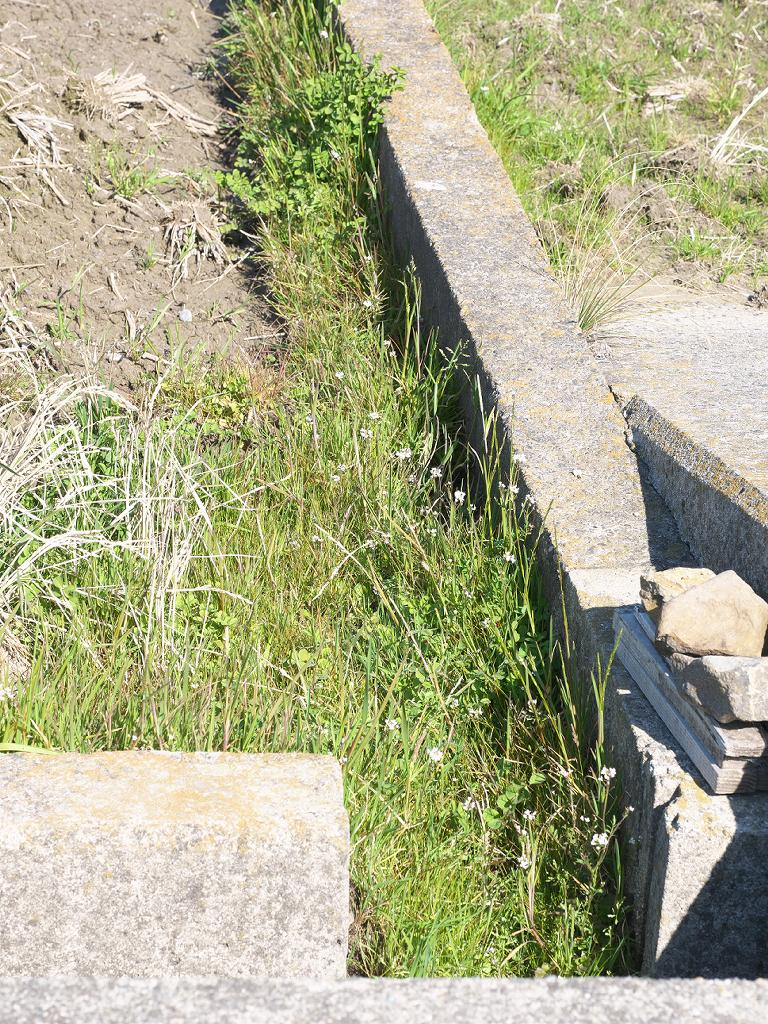
田起こしの後の水田の縁に残った群落

## 分類
本種の属するドジョウツナギ属には北半球の温帯域を中心として約40種が知られ、日本からは7種ほどが知られている。多くのものは円錐花序が散開するので見た目が大きく異なる。その点で似ているのはウキガヤ G. depauperata である。これは本種に似てより繊細な植物で、具体的な区別点としては護頴が遙かに短くてせいぜい5.5mmまでである点である。ちなみに本種の場合の護頴の長さ7～11mmというのはこの主以外の同属と比べても格段に大きく、日本産のこの属のものではウキガヤでもまだ大きい方で、しかし本種はそのまた2倍ほどの長さとなっている。
なお、現在は亜種として扱われているが、佐竹他編(1982)などはこれを区別していない。これは大井次三郎の判断による、とのことで、東アジア産と北アメリカ産では全体の大きさが東アジア産がやや小さく、葯の長さ（東アジア産は0.8～0.9mm、北アメリカ産は1.5～1.8mm）、葉舌の長さ(3～4mm、5-7mm)、染色体数(2n=20、2n=40)などの違いがあるという。

## 類似種
本種のように水辺、あるいは水中に生えるイネ科で、円柱形の小穂が主軸にぴったり寄り添って一見では総状に見える、というものは他に例が少なく、本種以外では上述のウキガヤ以外にはない、とのこと。
なお、本種に見られる特徴の一つである、護頴より内頴がやや長い、という点は、イネ科全体でも希な特徴である。

## 利害など
従来は水田、特に湿田における水田雑草としてごく普通のものであり、特に春先、田植え以前の田でよく目立つものであった。ただし稲作に被害を与える、といった話はほとんど聞かない。
種子は救荒植物や小豆粥として食利用された。
現在ではむしろ減少しており、これは水田の乾田化と除草剤の使用によるところが大きいと見られる。といっても環境省のレッドデータブックには取り上げられておらず、府県別でも長野県、群馬県で絶滅危惧I類となっているものの、東京都で同II類、他に北海道から鹿児島県に渡る6道県で準絶滅危惧とそのランクは高くない。